# Balassagyarmat
Balassagyarmat [ˈbɒlɒʃːɒɟɒrmɒt] (slowakisch Balážske Ďarmoty, deutsch Jahrmarkt) ist eine ungarische  Stadt im Komitat Nógrád. Die Stadt ist der Verwaltungssitz des gleichnamigen Kreises und eine Grenzstadt zur Slowakei.

## Geografische Lage
Balassagyarmat liegt in Nordungarn, 38 Kilometer westlich des Komitatssitzes Salgótarján an der linken Seite des Flusses Ipoly, der die Grenze zur Slowakei bildet. Der Stadtteil, der auf dem rechten Ufer des Flusses liegt und einst zu Balassagyarmat gehörte, ist heute die slowakische Gemeinde Slovenské Ďarmoty (ungarisch Tótgyarmat). Nachbargemeinden sind Patvarc, Szügy, Csesztve und Ipolyszög.

## Geschichte

### Latènezeitliches Grab
Nach der Angabe eines privaten Sammlers an das Ungarische Nationalmuseum (Magyar Nemzeti Múzeum) stammt das vorgefundene Schwert aus einem vermutlich zerstörten Brandgrab aus der Umgebung von Balassagyarmat. Dank der Rahmung der Scheide zur Verstärkung ist das Objekt in gutem Zustand, zwei Medaillons an der Vorderseite zeigen Triskelen, der Griff hat ein menschliches Profil und ein Bein mit Fußring als Schmuck. Auf Grund der Zierrate werden die Fundstücke in die Mittellatène (LTC I-II, 250–150 v. Chr.) datiert. Der Fund befindet sich heute im Ungarischen Nationalmuseum.

### Frühmittelalter
Nach der Landnahme der Ungarn war die Gegend der heutigen Stadt das Siedlungsgebiet des Magyarenstammes Gyarmat.
Erstmals wurde die Stadt 1244 schriftlich erwähnt. Der Ursprung der Stadt ist die Burg, die nach dem Tatarenangriff auf das Ungarische Königreich errichtet wurde.

### 14. bis 15. Jahrhundert
Im 14. bis 15. Jahrhundert waren die umliegenden Ländereien und die Burg das Eigentum der Familie Balassa. Ab dem 15. Jahrhundert widerspiegelt der Name der Stadt dieses Besitzverhältnis. 
Die Ortschaft erhielt 1437 das Marktrecht (ungarisch Mezővárosi jog).

### Türkische Besatzung
Die Osmanen eroberten die Stadt 1552. Während der Kämpfe wurde die ganze Umgebung entvölkert. Neue Siedler kamen erst im 17. Jh. wieder. In dieser Zeit wurde die Stadtmauer errichtet, deren Ruinen heute in der Bástya Straße zu sehen sind.

### Neuzeit
1790 wurde die Stadt Hauptstadt des Komitates Nógrád. Das Gefängnis wurde 1845 gebaut und wird noch heute verwendet. 
Im Jahr 1913 gab es in der damaligen Großgemeinde 1111 Häuser und 10.887 Einwohner auf einer Fläche von 5104 Katastraljochen. Sie gehörte zu dieser Zeit zum Bezirk Balassagyarmat im Komitat Nógrád.
Seit dem Vertrag von Trianon ist Balassagyarmat eine Grenzstadt, ursprünglich sollte sie auch zur Tschechoslowakei gehören. Durch den anhaltenden Widerstand der Bevölkerung wurde dies aber verhindert.
1919 wurde der Stadt der Titel „Civitas Fortissima“, (Tapferste Stadt) gegeben, als die Bürger der Stadt die tschechischen Besatzungstruppen über den Fluss Ipoly jagten. 
1950 wurde der Komitatssitz nach Salgótarján verlegt. Das Komitatsgericht befindet sich aber bis heute in Balassagyarmat.

## Städtepartnerschaften
|  | Dej, Rumänien               |
|  | Heimenkirch, Deutschland    |
|  | Ostrołęka, Polen            |
|  | Lamezia Terme, Italien      |
|  | Slovenské Ďarmoty, Slowakei |

## Sehenswürdigkeiten

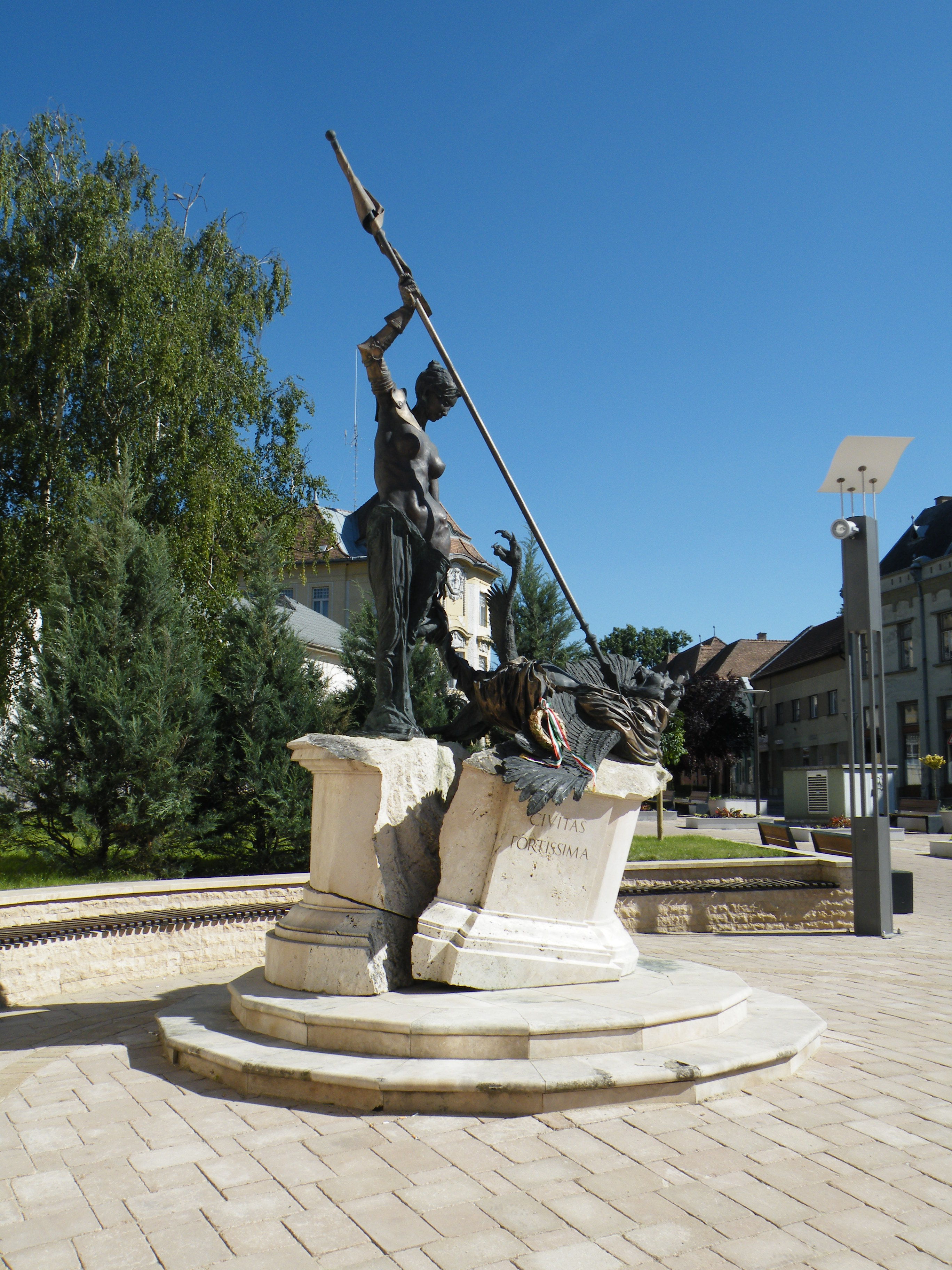
Denkmal Civitas Fortissima

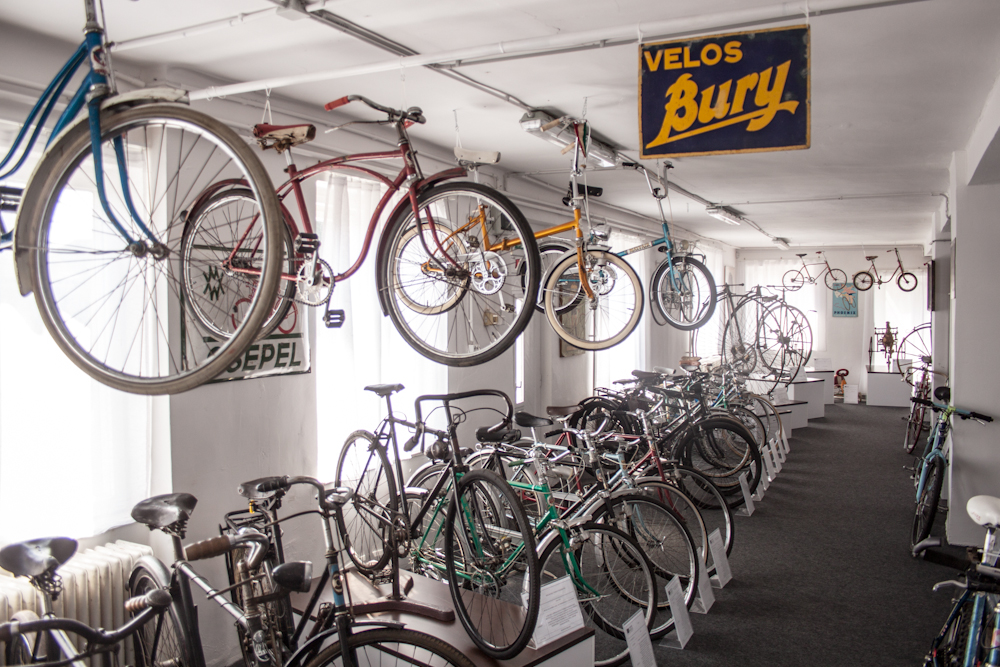
Fahrradmuseum

- Palóc-Museum und das Palóc-Haus (volkskundliche Sammlung)
- Das erste Fahrradmuseum Ungarns
- Csillagház, das „Stern-Haus“ (klassizistisch-lokalhistorische Sammlung)
- Ehemaliges Rathaus (klassizistisch, nach den Plänen von Ferenc Kasselik, gebaut von 1832 bis 1835)
- Ehemaliges Wohnhaus von Kálmán Mikszáth
- Römisch-katholische Kirche Szentháromság, erbaut 1740–1746 im barocken Stil
- Evangelische Kirche, erbaut 1785–1786 im barocken Stil
- Ehemaliges Balassa Hotel (klassizistisch, Sándor Petőfi war hier zweimal Gast.)

## Söhne und Töchter der Stadt
- Josef Dobrovský (1753–1829), tschechischer Sprachwissenschaftler
- Márk Rózsavölgyi (1789–1848), Komponist
- Károly Bérczy (1821–1867), Schriftsteller
- Károly Balogh de Mankó Bük (1879–1944), Richter, Staatsmann und Schriftsteller
- Sándor Sztranyavszky (1882–1942), Politiker, Ackerbauminister und Präsident des Abgeordnetenhauses
- Ernő Zórád (1911–2004), Graphiker, Zeichner und Maler
- Károly Jobbágy (1921–1998), Dichter
- Iván Markó (* 1947), Choreograph
- Edit Sámuel (* 1954), Hochspringerin
- Viktória Eszményi (* 1959), Sängerin
- György Udvardy (* 1960), Erzbischof von Veszprém
- Ferenc Palánki (* 1964), Bischof von Debrecen-Nyíregyháza
- Péter Kőszeghy (* 1971), Komponist und Musikpädagoge
- Mátyás Szandai (1977–2023), Jazzmusiker
- Anna Bukovszky (* 2002), Handballspielerin

## Verkehr
Mit dem Zug erreicht man die Stadt mit den Linien 78 und 75 der MÁV (Ungarische Staatsbahnen).
Mit dem Auto erreicht man die Stadt über die ungarischen Hauptstraße Nr. 22, die Landstraße Nr. 2108 oder von slowakischen Landesstraße Nr. 527 über die ungarische Hauptstraße Nr. 222.